# 410-es évek
Évszázadok: 4. század – 5. század – 6. század
Évtizedek: 360-as évek – 370-es évek – 380-as évek – 390-es évek – 400-as évek – 410-es évek – 420-as évek – 430-as évek – 440-es évek – 450-es évek – 460-as évek
Évek: 410 411 412 413 414 415 416 417 418 419

## Események
- I. Alarich, a vizigótok királya kifosztja Rómát.
- Britanniát elveszti a Római Birodalom.
- A perzsa keresztények nemzeti egyházat alapítanak és elfogadják az első nikaiai zsinat dogmáit.
- 415-ben a zsidókat kiutasítják Alexandriából.
- 416-ban kitör a Krakatau.